# Kongolo
Kongolo är en ort i Kongo-Kinshasa, huvudort i territoriet med samma namn. Den ligger i provinsen Tanganyika, i den centrala delen av landet, 1 300 km öster om huvudstaden Kinshasa. Kongolo ligger 561 meter över havet.